# EMAJINY
EMAJINY（エマジニー）は、株式会社EMAJINYが販売するヘア・カラー・ワックス。通常の毛染め剤とは異なり着色後シャンプーで色を洗い流せるのが特徴。ヘア・ワックスなのでスタイリングも可能。

## エピソード
- 商品名の「EMAJINY」は北九州地方で驚いた時に「え、マジに？」と発言することから命名された。
- 開発のきっかけは創業者の服部が毛染め剤のアレルギーになり毛染めができないことへのショックで落ち込んでいる時に下駄箱にあった靴墨を見て靴墨のようなものを髪にも塗れないかと考えたことでからある。